# غلين ستيوارت (لاعب دوري الرغبي)
غلين ستيوارت (بالإنجليزية: Glenn Stewart)‏ هو لاعب دوري الرغبي أسترالي، ولد في 11 يناير 1984 في ولونغونغ في أستراليا.

## روابط خارجية
- غلين ستيوارت على موقع ItsRugby.co.uk (الإنجليزية)